# カール・フォン・クロイ
カール・アルフレート・フォン・クロイ（Carl Alfred Herzog von Croÿ 1859年1月29日 - 1906年9月28日）は、ドイツ・ヴェストファーレン地方のシュタンデスヘル。第12代クロイ公爵。スペインのグランデ。

## 生涯
12世紀前半にフランスのピカルディ地方のポンテュー伯爵領から身を起こし、1598年にフランス王アンリ4世から公爵位を授けられた上級貴族クロイ家の当主ルドルフ・フォン・クロイ公爵と、その妻でリーニュ公ウジェーヌ1世の娘ナタリー（1835年 - 1863年）の間の第4子、長男として生まれた。1902年、父の死に伴ってデュルメンのシュタンデスヘル領、及び1854年より一族に授けられていたプロイセン貴族院の世襲議員席を受け継いだ。
1888年4月25日にブリュッセルにおいて、アーレンベルク公エンゲルベルト・アウグストの娘マリー・ルドミラ（1870年 - 1953年）と結婚し、間に3男1女をもうけた。
- カール・ルドルフ（1889年 - 1974年） - 第13代クロイ公爵、1913年にナンシー・リーシュマン[5]と結婚（1922年離婚）、1924年にヘレン・ルイスと再婚（1931年離婚）、1933年にマリー・ルイーゼ・ヴィースナーと三婚（1945年死別）、1949年にヒルデガルト・フォン・ゲラールと四婚
- イザベラ（1890年 - 1982年） - 1912年、バイエルン王子フランツと結婚
- エンゲルベルト（1891年 - 1974年） - 1929年、シュヴァルツェンベルク侯女マリー・ベネディクテと結婚
- アントン（1893年 - 1973年） - 1922年にロザリー・フォン・ハイデン＝リンデンと結婚（1942年死別）、1944年にクロイ公女ヴィルヘルミーネと再婚

## 引用・脚注
1. 1 2  Genealogisches Handbuch des Adels, Band Fü 2, Seite 95, C.A. Starke-Verlag, Glücksburg, 1953.
2. ↑  Archives de la Somme in Amiens.
3. ↑  Genalog. Handbuch, aaO. Seite 96.
4. ↑  Genealog. Handbuch des Adels, Band Fü V, Seite 131, C.A. Starke-Verlag, Limburg, 1959.
5. ↑  駐伊・駐独アメリカ大使ジョン・リーシュマン（英語版）の娘。